# 処女オリヴィア
『処女オリヴィア』（しょじょオリヴィア、原題: Olivia）は、1951年製作のフランスの映画。

## キャスト
- マドモアゼル・ジュリー：エドウィジュ・フィエール（フランス語版）
- マドモアゼル・カラ：シモーヌ・シモン
- オリヴィア・リアリイ：マリ=クレール・オリヴィア Marie-Claire Olivia
- フィリップ・ノワレ